# Nanophyllium rentzi
Nanophyllium rentzi är en insektsart som beskrevs av Brock och Detlef Grösser 2008. Nanophyllium rentzi ingår i släktet Nanophyllium och familjen Phylliidae. Inga underarter finns listade i Catalogue of Life.